# Bébé le Strange
Albums de Heart
Dog and Butterfly
(1978) Private Audition
(1982)
Bebe Le Strange est le cinquième album studio du groupe rock américain Heart. C'est le premier avec Howard Leese comme guitariste à part entière, depuis le départ de Roger Fisher après le quatrième album Dog & Butterfly.

## Liste des chansons
Face A
1. Bebe Le Strange
2. Down on Me
3. Silver Wheels
4. Break
5. Rockin Heaven Down

Face B
1. Even it Up
2. Strange Night
3. Raised on You
4. Pilot
5. Sweet Darlin

- Chansons bonus sur la réédition remastérisée de 2004 :
- 11.	"Jackleg Man" (inédite)	3:02
- 12.	"Break" (live)	3:03

## Personnel
- Ann Wilson : Chant (1, 2, 4–7, 9, 10), chœurs (1, 6, 7, 9), tambourin (1, 5, 6, 10), basse (1,6, 10), guitare rythmique (2, 6), flûte alto (10), piano et batterie (10)
- Nancy Wilson : Guitare acoustique (7), guitare solo (6), guitare rythmique (1, 4, 9), Mellotron (2), chœurs (1, 5–7, 9), tous les instruments sauf la batterie (8)
- Howard Leese : Guitare rythmique (1, 4, 9), guitare acoustique (5), guitare solo (1, 4), guitare électrique (5, 7), synthétiseur (2), claviers (9)
- Steve Fossen : Basse (2, 4, 5, 7, 9)
- Michael Derosier : Batterie (1, 2, 4–9), percussions (7)

## Personnel additionnel
- Sue Ennis : Guitare (1), piano (10)
- Chrissy Shefts : Guitare sur 1
- Connie : guitare acoustique (5, 10)
- Tower of Power : Greg Adams, Emilio Castillo, Steve Kupka, Lenny Pickett, Mic Gillette : Section de cuivres (6)
- Gary Humphrey, Don Wilhelm : Chœurs (5)